# Manuel del Refugio González Flores
Manuel del Refugio González Flores (* 18. Juni 1833 in El Moquete, Tamaulipas; † 10. April 1893 in Chapingo im Bundesstaat México) war ein mexikanischer Offizier und Politiker. Von 1880 bis 1884 war er Präsident von Mexiko.
Manuel González wurde 1833 in Tamaulipas im Nordosten Mexikos geboren. Seine militärische Laufbahn begann 1847 mit einem Kampf gegen die US-amerikanischen Truppen, die im Krieg gegen Mexiko das Land besetzten und seinen Vater, einen Bauern, getötet hatten. Von 1853 bis 1856 kämpfte er in den Streitkräften der Konservativen, die General Antonio López de Santa Anna unterstützten. 1856 wurde er in der Schlacht von Ocotlán verwundet.

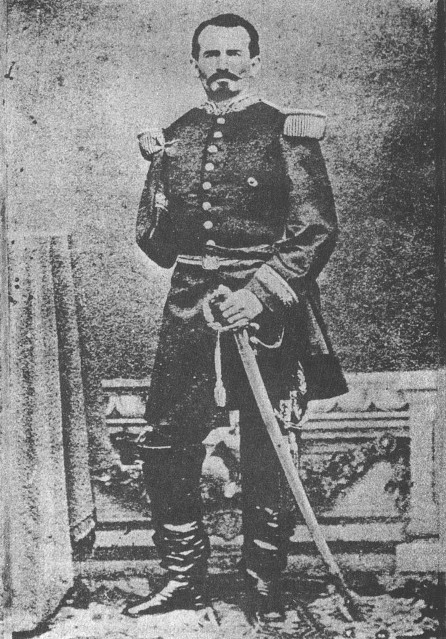
Manuel González als Offizier

1859 nahm er erneut an Kämpfen gegen die liberale Regierung unter Benito Juárez teil. 1860 nutzte er die vom Kongress verabschiedete Amnestie und schloss sich den liberalen Truppen an, die gegen den von den Franzosen ernannten Kaiser Maximilian kämpften.
González unterstützte Porfirio Díaz 1871 bei seiner vergeblichen Revolte gegen Benito Juárez und 1876 bei der erfolgreichen Revolution gegen Sebastián Lerdo de Tejada. Während der ersten Präsidentschaft von Díaz war er von 1877 bis 1879 Gouverneur und militärischer Befehlshaber von Michoacán, 1878 bis 1879 war er Kriegs- und Marineminister. 1880 wurde er als Nachfolger von Díaz zum Präsidenten gewählt, Díaz wurde Minister in seinem Kabinett.
In seiner Regierungszeit wurde die zentralmexikanische Eisenbahn fertiggestellt, die Banco Nacional de México (mexikanische Nationalbank) gegründet und das Seekabel von Veracruz über Tampico nach Brownsville verlegt. 1882 wurde beschlossen, ab 1884 das metrische Einheitensystem in Mexiko einzuführen. Die Beziehungen zu Großbritannien wurden normalisiert, Mexiko musste dazu seine Schulden gegenüber britischen Gläubigern akzeptieren, die harten Bedingungen führten zu Unruhen in Mexiko-Stadt. Ein Grenzkonflikt mit Guatemala konnte friedlich beigelegt werden.
Trotz allen Fortschritts und aller Erfolge war die Präsidentschaft von González durch Korruption gekennzeichnet, die Regierung war am Ende unpopulär. 1884 trat Porfirio Díaz wieder zur Wahl an und wurde auch gewählt. González wurde Gouverneur des Staates Guanajuato und übte dieses Amt bis zu seinem Tod 1893 aus.